# Befreiungshalle

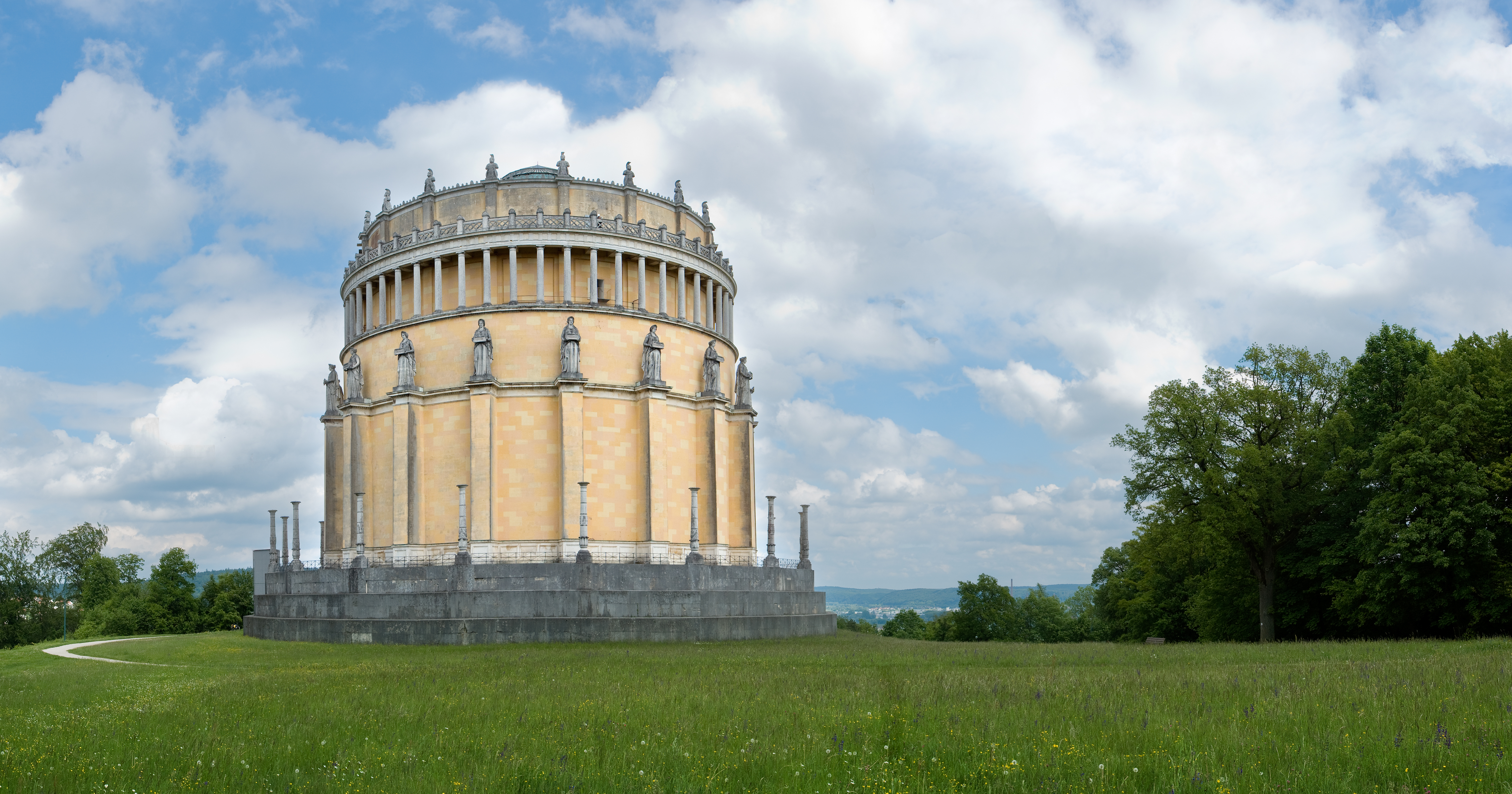
Befreiungshalle

Befreiungshalle är en byggnad och ett minnesmärke på en bergstopp nära staden Kelheim i centrala Bayern. Monumentet beställdes av Ludvig I av Bayern för att minnas de vunna slagen mellan 1813 och 1815 som utgjorde slutskedet av Napoleonkrigen (på tyska kända som Befreiungskriege, befrielsekrigen).
Byggets arkitekt var Friedrich von Gärtner och efter dennes död färdigställdes minnesmärket under ledning av Leo von Klenze. På monumentets 18 strävpelare står kolossala statyer som en allegori på germanernas 18 folkslag. Skulpturerna skapades av bildhuggaren Johann von Halbig. Talet 18 syftar även på folkslaget vid Leipzig som vanns den 18 oktober 1813, även om slaget pågick en dag till, samt på Slaget vid Waterloo (18 juni 1815). Inne i byggnaden står 34 statyer som föreställer den romerska segergudinnan Victoria. Statyerna håller varandras händer som om de utför en ringdans.